# Jove (Gijón)
Jove (Xove en asturiano y Jove/Xove oficialmente) es el barrio más noroccidental de la localidad de Gijón, en Asturias (España). Anteriormente una parroquia del concejo, hoy en día forma parte del distrito Oeste de la ciudad.
Situado en la costa occidental del concejo, limita al este con el barrio de La Calzada, que pertenecía antiguamente a la parroquia y al oeste con Carreño. En este barrio está situado el puerto de El Musel, así como la Fundación Hospital de Jove. 

## Toponimia
El filólogo especializado en lengua asturiana Xosé Lluis García Arias menciona en su obra Toponimina asturiana que el nombre del barrio estaría relacionado con el dios romano Júpiter, cuyo culto en Asturias quedó reflejado en numerosas inscripciones. Así, García Arias considera «aceptable» que proceda de (TEMPLUM/ARAM) IOVII, ‘el templo de Júpiter’ y menos verosímil que proceda del antropónimo (UILLA) IOVI, es decir, ‘la casería de Iovius’. Estas hipótesis fueron asimismo recogidas por Ramón d'Andrés Díaz, otro filólogo especializado en lengua asturiana, en el Diccionario toponímico del concejo de Gijón.
Ramón d'Andrés Díaz también explica que, en origen, el nombre asturiano y el nombre castellano del barrio eran el mismo. Esto se debía a que, en la Edad Media, ambos habrían comenzado por una «j» similar a la francesa (aunque se escribían tanto con «j» como con «g» o «i»: Ioue, Iove, Goue, Jove). Más adelante, hacia los siglos xiv–xv, la pronunciación de esta primera letra se habría convertido en un sonido equivalente a la actual «x» asturiana (aunque el topónimo se seguía escribiendo con «j»: Jove). De acuerdo con d'Andrés Díaz, fue a partir de los siglos xvii–xviii cuando surgieron los dos nombres con los que ahora cuenta el barrio: el asturiano conservó la pronunciación de los siglos xiv–xv con la nueva grafía Xove, mientras que el castellano conservó la grafía Jove pero con la pronunciación actual.

## Población
En 1994 la población de Jove ascendía a 1 579 habitantes y en 2018 a 3 303.

## Historia
En la Campa Torres, el punto más alto del barrio, se halla el Parque Arqueológico donde aún se conservan restos del oppidum Noega, el primer asentamiento de importancia de Gijón.
En el siglo XIX la burguesía gijonesa se empieza a asentar en la ladera del Cabo, ejemplo de esto es la Quinta La Vega, actual sede de Gijón Impulsa. Con la llegada de la industria a la zona de la mano de la construcción del puerto de El Musel en 1893, el barrio tendría un estancamiento urbano ya que tampoco se hicieron aquí las viviendas de los estibadores hasta bien entrado el siglo XX. Más concretamente en 1955 y 1967, donde se construyen el barrio de Pescadores, para realojar a estos profesionales tras ser trasladado el puerto pesquero de Cimadevilla a El Musel y el de Portuarios para los trabajadores del puerto. 
Sobre 2009 se construye el barrio de El Lauredal, próximo a La Calzada. Es un moderno barrio que cuya disposición de edificios rodeando un parque puede recordar al también barrio gijonés y boom-inmobilarista de Viesques. 
En 1947 se asienta en el barrio el Hospital de Caridad, actual Fundación Hospital de Jove; cuyo complejo sanitario ocupa una posición privilegiada.
La iglesia parroquial es Santa Cruz de Jove, en las inmediaciones del Hospital, está referenciada desde el siglo XVII, aunque fuera destruida durante la Guerra Civil. En 1941 se reconstruye. Se celebran las fiestas de San Pedro y San Pablo el 29 de junio y las de San Blas el 3 de febrero en las que se venden las tradicionales rosquillas de San Blas.

## Comunicaciones
Su complicada situación orográfica y urbanización rural lo convierte en un barrio mal comunicado con el resto de la ciudad. La principal carretera discurre por la zona baja de la campa y conecta sitios como el barrio de Portuarios y el Hospital. 
Por transporte público las conexiones son muy deficientes puesto que la única línea regular de EMTUSA, la línea 4, tiene su cabecera en El Lauredal. El resto del barrio está cubierta por la línea 21, que solo opera a horas muy concretas del día y la línea 34, que sólo opera por la noche hasta El Musel, ambas ineficientes para los vecinos, que realizan sus desplazamientos en vehículo privado.

## Deporte
En sus terrenos se sitúan los campos de fútbol de El Frontón y de Santa Cruz, sede del Gijón Industrial que milita en la Tercera División Española.

## Barrios
- Jove (Xove)
- Rubín
- Jove de Arriba (Xove de Riba)
- Las Cabañas (Les Cabañes)
- El Muselín (Parte alta del puerto de El Musel, separado de este por la playas de vías del tren y las montañas de pellet de mineral de hierro y de carbón. Residencia de pescadores y estibadores. La Iglesia del barrio era Nuestra Señora del Carmen. En tiempos pasados los accesos estaban controlados por "carabineros")